# Gulf of Georgia Cannery
Die Gulf of Georgia Cannery ist eine National Historic Site of Canada in Steveston in British Columbia. Die 1894 erbaute ehemalige Fischkonservenfabrik dient heute als Fischereimuseum.

## Geschichte
Bis 1902 war die auch als Monster Cannery bezeichnete Gulf of Georgia Cannery die größte Konservenfabrik in British Columbia. Im Jahr 1897 wurden hier über 2,5 Millionen Dosen Lachs manuell abgepackt.
1930 wurde die inzwischen veraltete Fabrik geschlossen. Erst nach Ausbruch des Zweiten Weltkriegs in Europa wurde sie wiedereröffnet, nunmehr wurde mittels neuer Maschinen Hering verarbeitet. Hering diente während des Krieges als wichtige Proteinquelle für Truppen und Zivilbevölkerung. Mit Kriegsende brach dieser Markt zusammen, dies bedeutete das Ende für die Produktion von Heringskonserven in British Columbia. Übrig blieb lediglich die Produktion von Tierfutter aus Hering, die jedoch Ende der 1960er Jahre weitgehend zum Erliegen kam, als infolge Überfischung restriktive Quoten festgesetzt wurden. In den 1970er Jahren konnte die Produktion nur aufrechterhalten werden, weil sich in Japan ein neuer Markt für Heringsrogen gebildet hatte und die Abfälle verarbeitet werden konnten.
1979 wurde die Fabrik wegen zu hoher Betriebskosten für den veralteten Maschinenpark endgültig stillgelegt. Die Gebäude wurden danach zunächst als Lager genutzt. Die kanadische Bundesregierung erwarb das Grundstück und erklärte am 15. Juli 1976 die Anlage zur Gulf of Georgia Cannery National Historic Site of Canada. Im Jahr 1984 wurde die Verwaltung an Parks Canada übergeben. 1986 wurde die Gulf of Georgia Cannery Society als gemeinnützige Trägergesellschaft gegründet. 1994, also hundert Jahre nach Eröffnung der Fabrik, wurde die National Historic Site für die Öffentlichkeit geöffnet. Heute ist die ehemalige Fabrik eine der wenigen National Historic Sites im Eigentum des Bundes, die von dritter Seite betrieben werden.

## Galerie

Denkmal für die Arbeiter vor dem Eingang
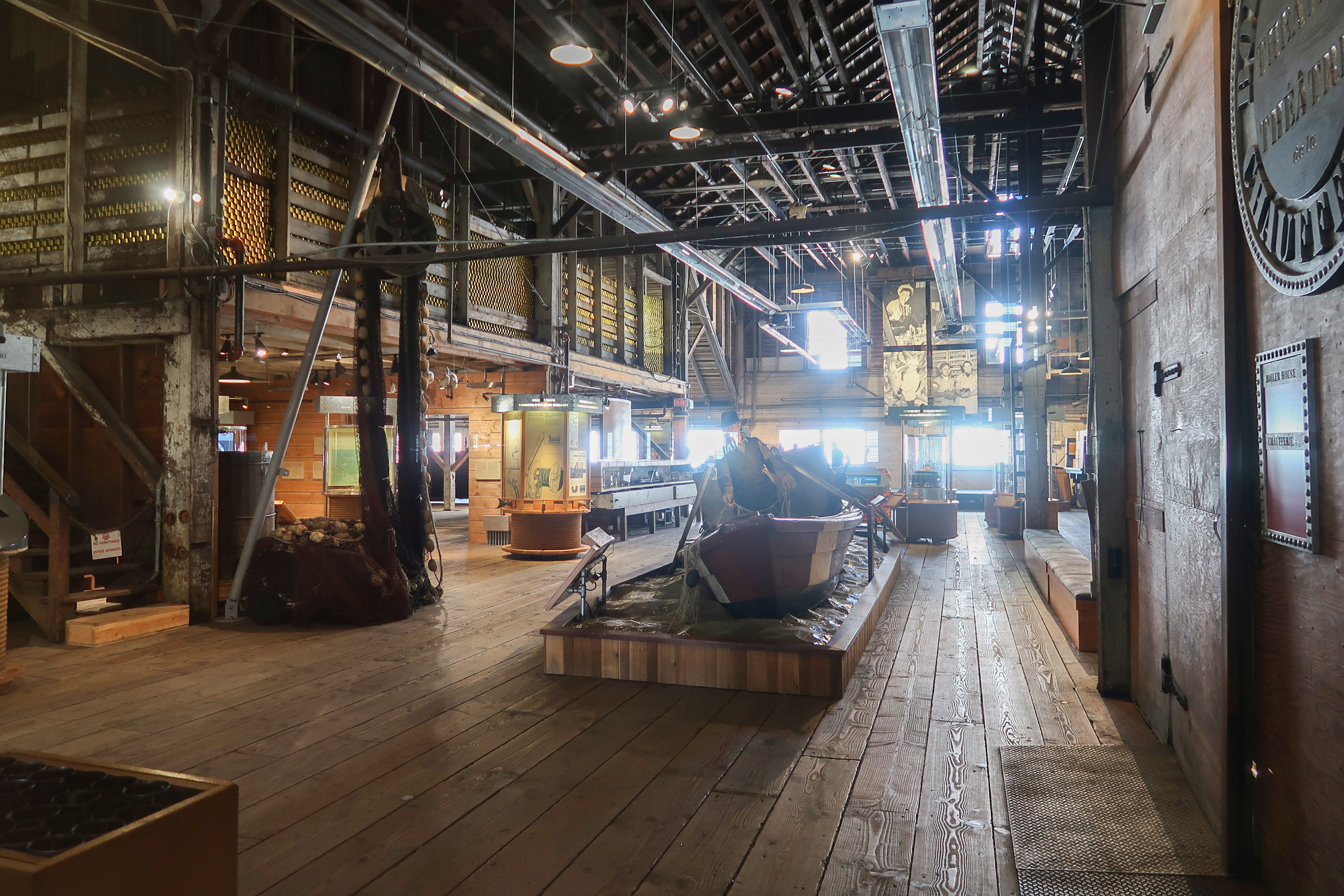
Im Inneren
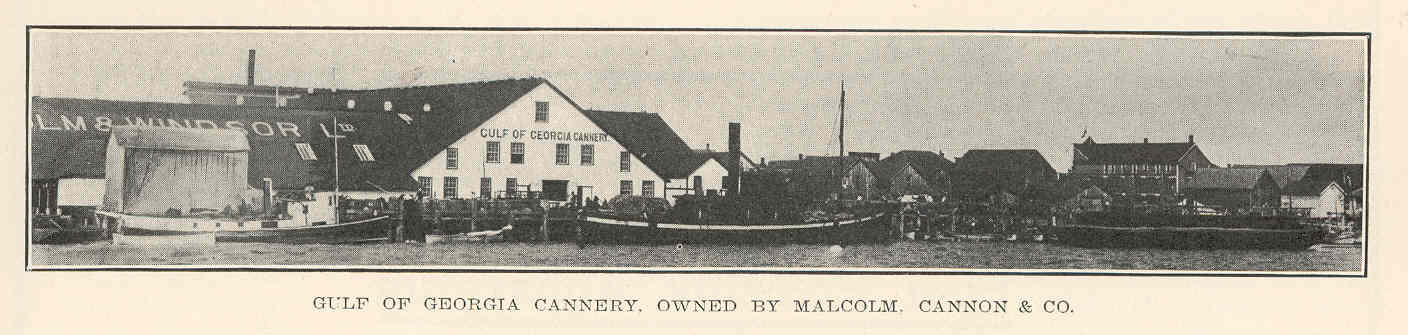
Historisches Foto aus der Gründungszeit